# 해리 (단위)

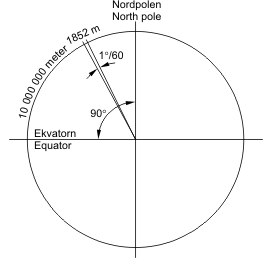
해리의 정의

해리(海里, nautical mile)는 길이의 단위로, 국제단위계에는 속하지 않지만 함께 사용할 수 있다. 이 단위는 해양 및 항공 분야에서 사용되며, 국제법과 조약, 특히 영해를 정하는 데 자주 사용된다.
1929년에 국제수로국에서 정의한 1 해리의 길이는 위도 1' (1'은 1°의 60분의 1에 해당하는 각도이다)에 해당하는 길이로 1,852 m, 6076.12 피트와 같다. 단위는 nautical mile을 줄여 NM 또는 nmi로 표기한다. 1 노트(knot)는 1 해리/시간에 해당하므로 두 단위는 유사(quasi) SI 단위계에 속한다.(1kn = 1nmi/h) 1해리의 10분의 1은 1케이블(cable)이라고 한다.

## 역사
마일(mile)이라는 단어는 '천 걸음'을 뜻하는 라틴어 'mille passus'에서 유래한다. 항해용 도구가 개발되고 지도 제작자들이 위도와 경도로 된 좌표계를 사용하기 시작한 1500년 경까지 바다에서의 항해는 눈에 의존하였다.
16세기 후반에 영국 사람들은 지구가 둥글다고 가정하고 바다에서 적도나 자오선을 따라 1 도 움직이는 거리가 일정하다는 것을 알았다. 1594년 로버트 후스(Robert Hues)는 대원을 따라 1도 움직이는 거리는 60마일 즉 1분 거리는 1해리라고 하였다. 1623년 에드먼드 건터(Edmund Gunter)는 1 도의 거리가 20 리그(league)라고 하였지만 마일(mile)이라고 하지 않았다.
지구는 완벽한 구체가 아니라 약간 평평한 극을 가진 타원체이기 때문에 위도 1분의 거리는 일정하지 않고 극지방에서는 1861 m이고 적도에서는 1843 m이다. 프랑스를 비롯하여 미터법을 쓰는 국가들은 1 해리란 이론적으로 위도 45°인 곳에서 위도 1 분의 거리라고 하지만 이것은 한 세기 전에 쉽게 계산한 것을 정당화시킨 것이다. 19세기 중반에 프랑스는 1791년 정의된 미터법으로 해리를 정의하였다. 이때 1 해리는 {\displaystyle {\frac {10,000,000}{90\times 60}}}= 1851.85m ≈ 1852m가 된다. 프랑스는 1906년에 프랑스 해군에게 쓰게 하였고 1929년 국제 수로 회의에서 승인받았다.
미국과 영국은 '클라크 1866 타원체'와 동일한 표면적을 가진 구의 대원에서 1 분을 사용하였다. 등면적 구의 반경은 6,370,997.2m이다. 따라서 1 해리는 1853.2480 m (6080.210 피트)이다. 미국 해군은 다섯 자리 숫자 6080.2 피트를 쓰고 영국 해군은 네 자리 6080 피트를 쓴다.
1929년 모나코에서 열린 제1차 국제 특별 수로 회의에서 국제 해리를 정확히 1,852미터로 규정하였다. 미국은 1954년에 국제 해리를 받아들였고 영국은 1970년에 채택하였다.

## 다른 단위와 변환
1 해리는 다음과 같이 변환할 수 있다:
- 1,852 m
- 1.150779 마일
- 2025.372 야드
- 6076.1155 피트

## 같이 보기
- 단위 변환
- 크기 정도 (길이)